# Éric Zemmour
Éric Zemmour (Montreuil, França; 31 d'agost de 1958) és un periodista polític, escriptor, assagista i columnista francès que es defineix Bonapartista i Gaullista, i és considerat ultradretà pels seus oponents. És famós per les seves posicions conservadores, sobiranistes, en favor del nacionalisme econòmic, en contra del liberalisme i de la immigració, així com per les nombroses controvèrsies en les quals s'ha vist embolicat. Amb la publicació d'El suïcidi francès, el 2014, va guanyar popularitat fora de França. També va rebre el Premi Richelieu en 2011 per tota la seva carrera com a periodista.
El 2021 va córrer el rumor que tenia intenció de ser candidat a les eleccions presidencials de França de 2022. El seu últim llibre, La France n'a pas dit son dernier mot, encapçalava les vendes d'Amazon a França (200.000 exemplars) al setembre de 2021.
El desembre de 2021 va anunciar la creació del seu propi partit polític, Reconquête, amb el qual pretén concórrer a les eleccions franceses de 2022.

## Eleccions presidencials 2022
Eric Zemmour va quedar quart a la primera volta de la eleccions presidencials 2022 per darrere de Jean-Luc Melenchon, Marine Le Pen i Emmanuel Macron que va quedar primer.